# Bahnhof Ludwigslust
Der Bahnhof Ludwigslust in der mecklenburgischen Stadt Ludwigslust entstand mit dem Bau der Bahnstrecke Berlin–Hamburg und wurde 1846 eröffnet. Mit Inbetriebnahme der Strecken nach Parchim, Holthusen und Malliß wurde er zum Verkehrsknotenpunkt. Der Bahnhof mit Empfangsgebäude, Perron, Lokschuppen und Wasserturm steht unter Denkmalschutz.

## Lage
Der Bahnhof Ludwigslust liegt im Norden des bebauten Stadtgebiets am Streckenkilometer 170,8 der Bahnstrecke Berlin–Hamburg. Von der Innenstadt führt eine parallel zum Ludwigsluster Kanal verlaufende zweistreifige kopfsteingepflasterte Allee, die Bahnhofsstraße, zu ihm. Die Straße verlief früher weiter in Richtung Wöbbelin, jedoch wurde der Bahnübergang an der Südostseite des Bahnhofs beim Streckenausbau 1996 geschlossen. Ebenfalls an der Südostseite unterquert der Ludwigsluster Kanal die Bahngleise. Ein Stück weiter schließen sich die Gebäude des Krankenhauses Stift Bethlehem an. Auf dem Bahnhofsvorplatz befinden sich Bushaltestellen.

## Anlagen

### Empfangsgebäude
Wie fast alle Bauten der Berlin-Hamburger Bahn wurde auch das Empfangsgebäude des Bahnhofs Ludwigslust im spätklassizistischen Stil errichtet. Die Vorgaben zum Bau stammen vermutlich von Friedrich Neuhaus. Im Ausgangszustand besaß das Gebäude zunächst sieben Achsen in Längsrichtung und fünf Achsen in Querrichtung. Über den zwei Geschossen befindet sich ein Mezzanin. Bedeckt ist das Gebäude durch ein flaches Walmdach. Zu den architektonischen Gestaltungselementen zählten im Ursprungszustand Eckrisalite, zurückhaltend eingesetzte Ornamente und die helle Putzfarbe. Auf der Gleisseite sind die Fenster des Obergeschosses zwischen den Risaliten höher verbaut als an den anderen Seiten. Zwischen ihnen befinden sich Pilaster. Das Mezzaningeschoss besitzt dort keine separaten Fenster.
Durch den Bau und die Inbetriebnahme weiterer Bahnstrecken wurde auch eine Erweiterung des Empfangsgebäudes erforderlich. So wurde die von der Straßenseite gesehen rechte Seite des Gebäudes angebaut. Da im gleichen Stil gehalten, sieht man dem Bauwerk die Erweiterung erst bei genauerem Hinsehen an. Der neu entstandene Eckrisalit ist breiter als der linke Eckrisalit und der jetzige Mittelrisalit. Auch ist der Anbau mit nur drei Querachsen schmaler als der Rest des Gebäudes. Die Überdachung des Hausbahnsteigs besitzt Wandanschluss. Innerhalb des Gebäudes wurden einzelnen Abteilungen mit dem Umbau neue Räume zugewiesen, so kam die Post ins bisherige Telegrafenzimmer, aus dem Wartesaal der 1. und 2. Klasse, der sich fortan in der neuen Haushälfte befand, wurden die Telegrafieräume und die Gepäckabfertigung. Im zweiten Geschoss existierten Wohnungen, ein Büro sowie das Zimmer des Boten. Die Fenster im Mezzanin-Geschoss wurden nachträglich vergrößert.

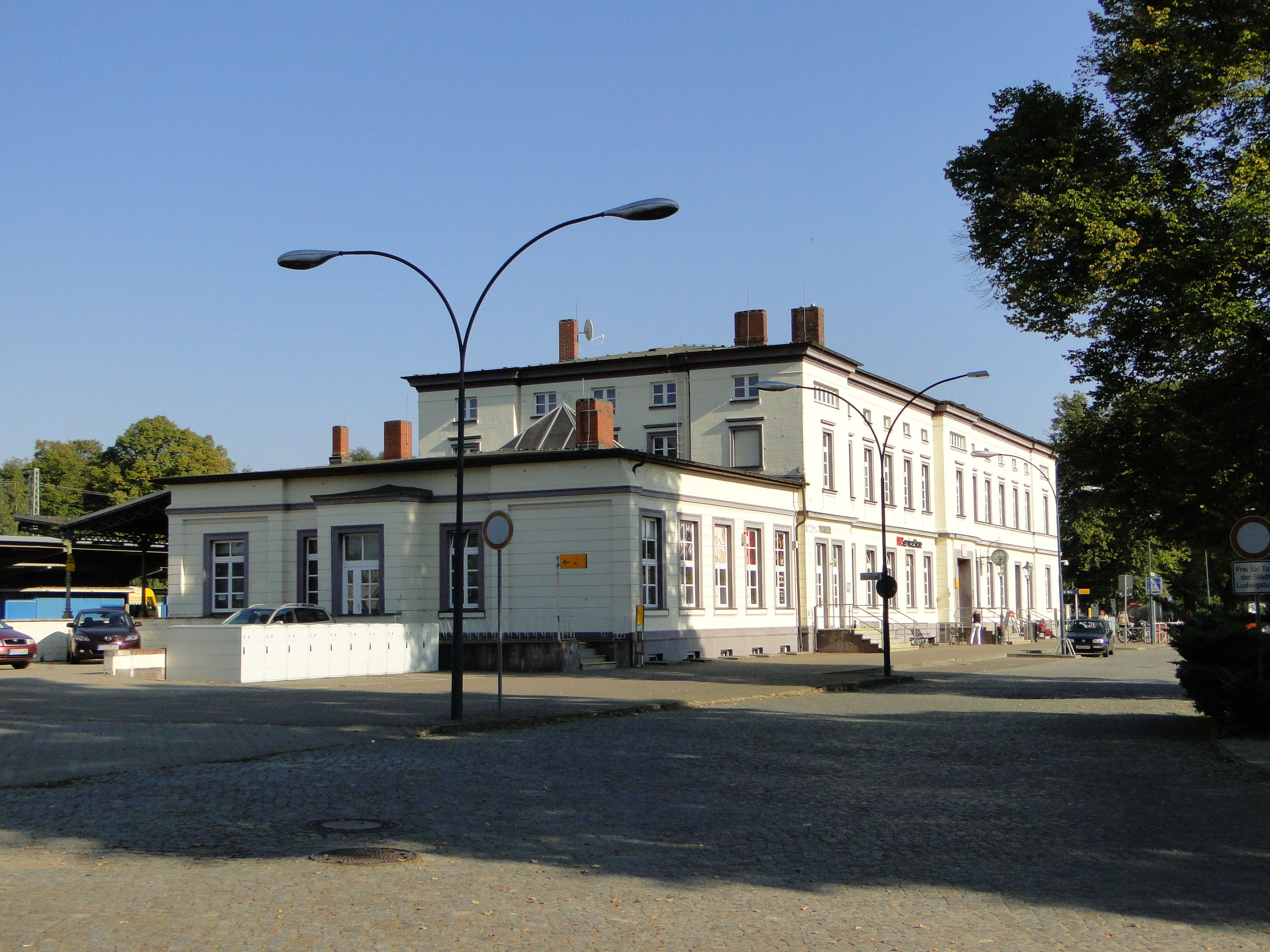
Fürstenzimmer an der Nordwestseite

Der eingeschossige Anbau an der Nordseite, die sogenannten Fürstenzimmer, enthielt ein großes Zimmer, ein Damenzimmer sowie ein Wasch- und ein Nebenzimmer und war für die herzogliche Familie bestimmt, die im Schloss Ludwigslust ihren Sommersitz hatte.

### Bahnsteige
Der Bahnhof besitzt einen Hausbahnsteig und zwei Mittelbahnsteige und insgesamt fünf Gleise. Alle Bahnsteige sind durch eine Fußgängerunterführung erreichbar, die an der Südseite des Bahnhofs beginnend, auch die Bahnhofsstraße mit der Wöbbeliner Straße verbindet. Der Hausbahnsteig ist zusätzlich durch gleisseitiges Verlassen des Empfangsgebäudes zu erreichen.

### Weitere Anlagen

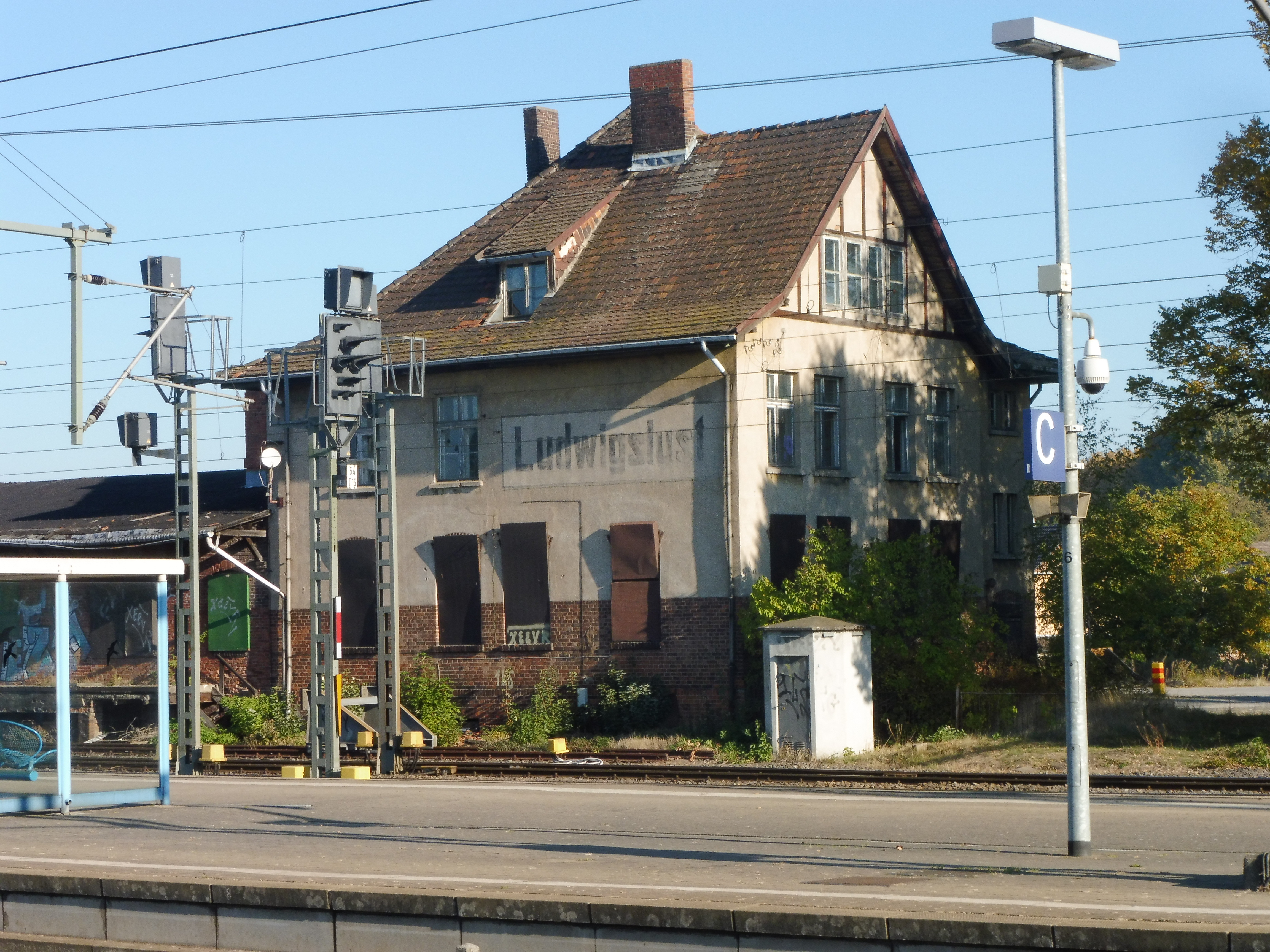
Die ehemalige Güterabfertigung wurde 2021 abgerissen

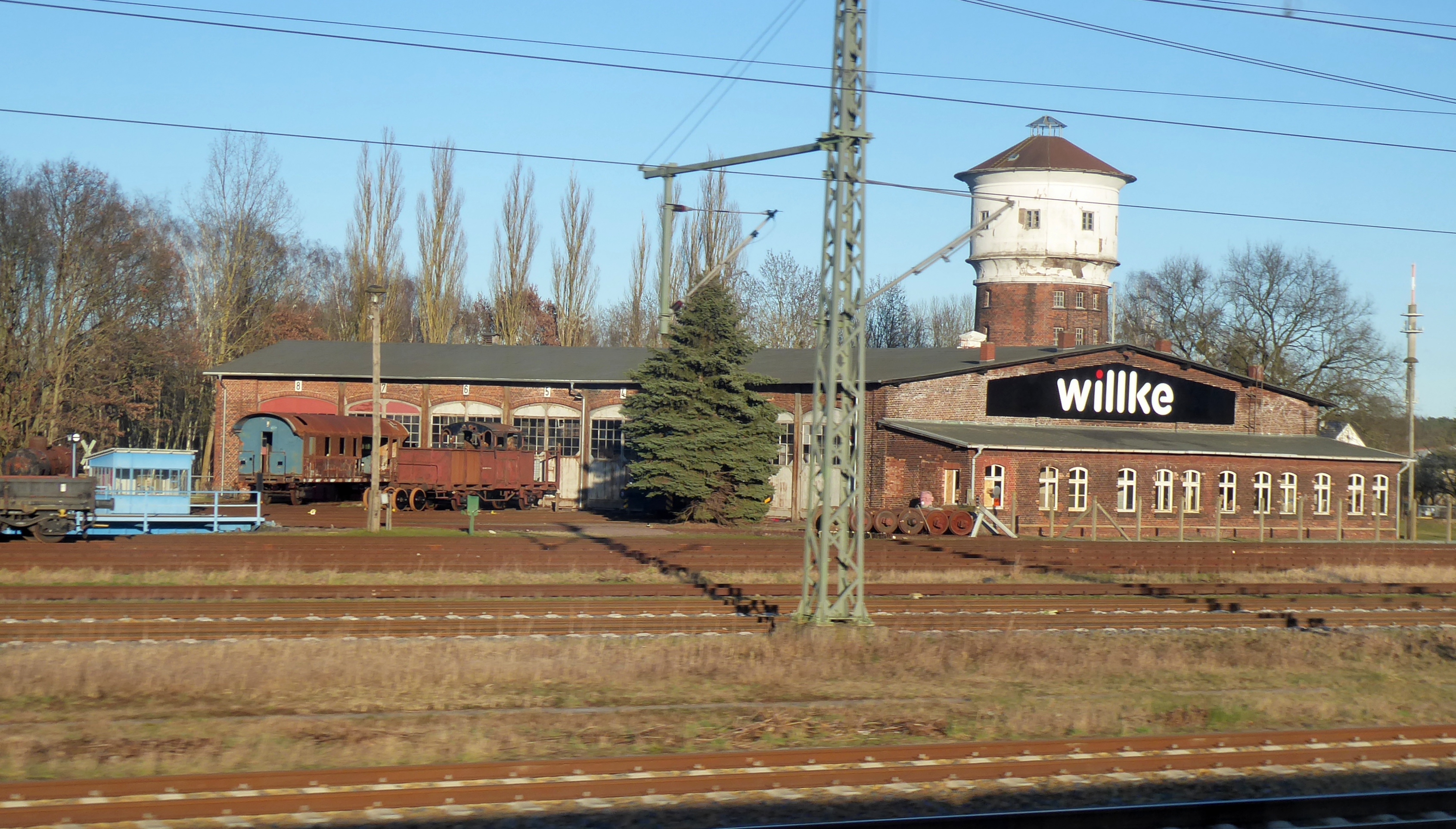
Lokschuppen mit Drehscheibe und Wasserturm (2022)

Nordwestlich der Bahnsteige befinden sich Reste von nicht elektrifizierten Rangiergleisen. Das Gebäude der 1912 errichteten Güterabfertigung wurde im Herbst 2021 für den Bau eines Straßentunnels abgerissen. Der runde Lokomotivschuppen mit Drehscheibe und Wasserturm ist noch erhalten. Zu erkennen ist dort auch noch der ungenutzte Ablaufberg. In dem auf ihm befindlichen Gleisbett wachsen mit Stand September 2011 bereits Bäume.
Im Mai 2016 wurde ein neuer Park & Ride-Platz westlich des Bahnhofsgebäudes eröffnet, welcher einen direkten Zugang zum Bahnsteig 1 bietet.
Ende April 2023 wurde der Busbahnhof neueröffnet, welcher im Zuge des Baus der Eisenbahnüberführung umgebaut wurde. Im Rahmen des Tunnelbaus wird der Großteil des Bahnhofsumfeldes neugestaltet.

## Geschichte
Am 27. Juli 1843 fand in Ludwigslust die Gründungsversammlung der Berlin-Hamburger Eisenbahn-Gesellschaft statt. Nicht einmal ein Jahr später, am 6. Mai 1844 wurde bei der Stadt mit dem Bau der Bahnstrecke zwischen Berlin und Hamburg begonnen. Der Bahnhof wurde beim Ort Kleinow/Klenow errichtet, der heute in der Stadtbebauung von Ludwigslust aufgegangen ist. Die Strecke zwischen Berlin und Boizenburg wurde am 15. Oktober 1846 eröffnet. Genau zwei Monate später folgte das restliche Teilstück bis Hamburg. Zunächst verkehrte nur ein Zug pro Tag und Richtung, bereits im Mai 1847 waren es zwei Personenzugpaare und ein Güterzugpaar.
Die Anbindung der Stadt Schwerin an die Berlin-Hamburger Bahnstrecke erfolgte 1850 zunächst nur über den Bahnhof Hagenow Land. Obwohl Ludwigslust zu der Zeit noch Sommerresidenz der mecklenburgischen Herzöge war, bestand eine direkte Verbindung nach Schwerin über Holthusen erst ab dem 1. Oktober 1889. Am 15. Juni 1880 wurde die Bahnstrecke Ludwigslust–Parchim, am 20. Mai 1890 die Bahnstrecke Ludwigslust–Malliß eröffnet, der weiterführende Abschnitt von Malliß nach Dömitz war bereits 1889 eröffnet worden.
Bis 1920, als die bisherigen Ländereisenbahnen der Hoheit des Deutschen Reiches unterstellt wurden und in der Deutschen Reichsbahn aufgingen, war der Ludwigsluster Bahnhof ein Gemeinschaftsbahnhof der Preußischen Staatseisenbahnen und der Großherzoglichen Mecklenburgischen Friedrich-Franz-Eisenbahn, was zu Konflikten in der Verteilung der Kosten bei Bahnhofserweiterungen führte. Bereits 1898 wünschte sich die Schweriner Bahnverwaltung einen zusätzlichen Mittelbahnsteig zur Sicherstellung von Anschlüssen nach Hamburg und Berlin. Die Notwendigkeit von Erweiterungen wurde auch 1899 deutlich, als Teile von Güterzügen wegen Platzmangels auf offener Strecke abgestellt werden mussten. Umfangreiche Erweiterungen fanden zwischen 1909 und 1913 statt. So wurde zwischen Ludwigslust und Eldena Boden entnommen, der auf dem Bahnhofsgelände aufgeschüttet und auf dem Gleise verlegt wurden. Ein 1890 umgebauter Güterschuppen wurde, um Platz für neue Gleise zu schaffen, 1911 abgerissen und 1912 durch einen Neubau ersetzt. Der Wasserturm und ein neuer Lokschuppen wurden ebenfalls 1912 errichtet. Es entstanden die neuen Wärterstellwerke Lw (Nordwestseite) und Lo (Südostseite). Das westlich von Bahnsteig 2 befindliche Befehlsstellwerk Lb ersetzte die bisherigen Stellwarten A bis E.

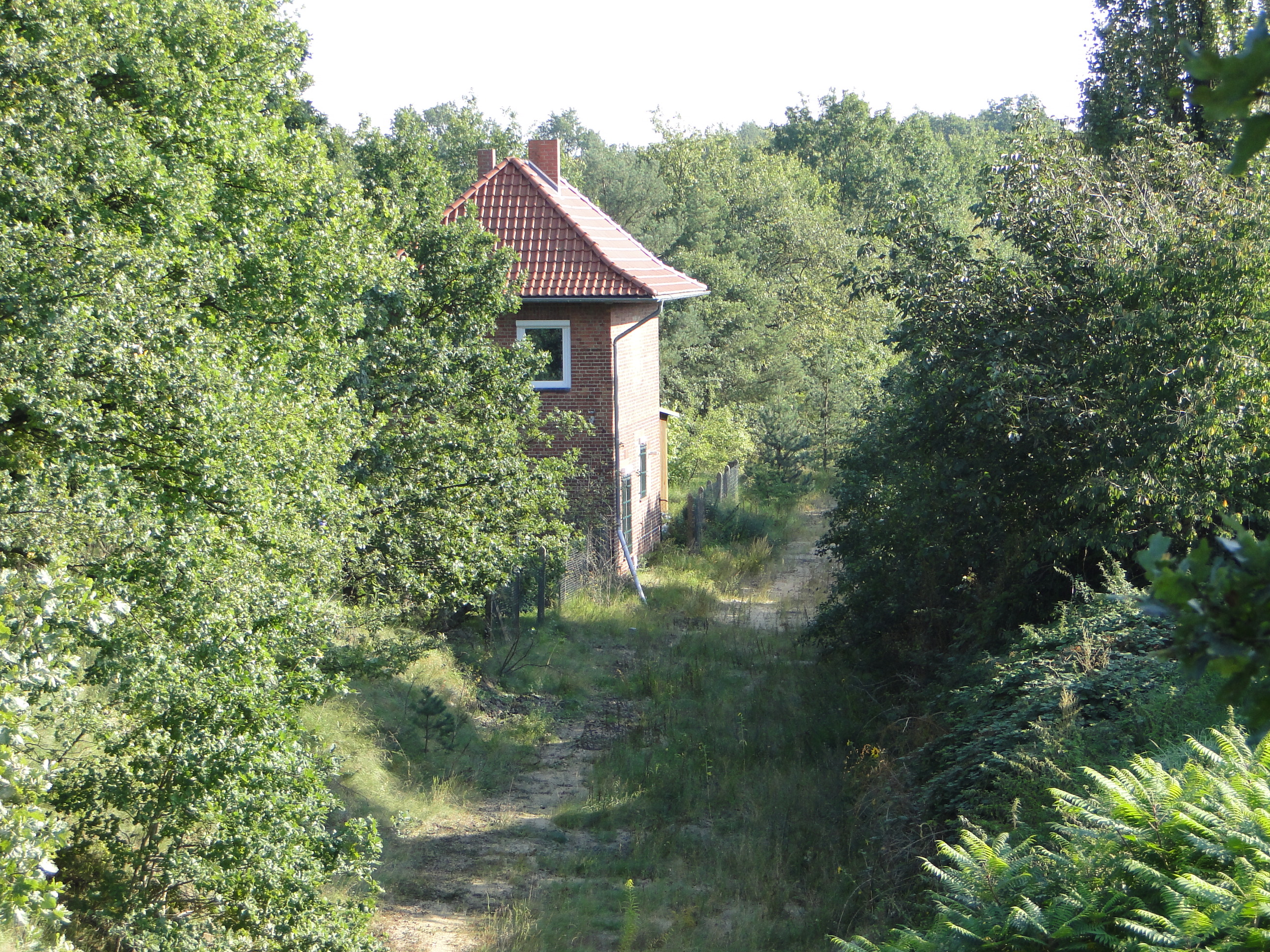
Ehemaliges Stellwerk Lvs an der abgebauten Bahnstrecke nach Dömitz

Am 1. Oktober 1913 wurde südöstlich des Bahnhofs eine Verbindungskurve zwischen den Bahnstrecken nach Dömitz und Parchim mit den Stellwerken Lvn und Lvs in Betrieb genommen, auf der unter Vermeidung von Gebühren durchlaufende Güterzüge den Bahnhof umfahren konnten. Nachdem es unter der Deutschen Reichsbahn keinen Grund mehr für diese Verbindung gab, wurde sie um 1925 abgebaut. Aus kriegstaktischen Gründen kam es bis 1943 zum Wiederaufbau. Nach dem Krieg wurden das Gleis und die Anlagen in den beiden Stellwerken jedoch wieder entfernt.
Am 22. Februar 1945 erfolgte ein Luftangriff, der die Zerstörung des Bahnknotens zum Ziel hatte. Dies misslang jedoch, im Bahnhofsbereich wurden eine Wohnung im Empfangsgebäude, das Stellwerk Lm sowie das Gebäude der Bahnmeisterei, das hinterher wieder aufgebaut wurde, beschädigt. Getroffen wurden hingegen Wohnhäuser in der Bahnhofsumgebung. Der Luftangriff kostete etwa 150 Menschen in Ludwigslust das Leben.
1957 erhielt der Bahnhof das Zentralbildstellwerk B 1. Am 27. Mai 1962 nahm die Paketumschlagstelle der Deutschen Post am Bahnhof ihren Betrieb auf, über die ab dem 31. Mai 1964 alle Paketsendungen zwischen den drei Nordbezirken der DDR Neubrandenburg, Rostock und Schwerin und der Bundesrepublik Deutschland abgewickelt wurden. Die Anlage, die eigene Anschlussgleise besaß, war bis 1993 in Betrieb, auch das Postgebäude am Bahnhof aus dem Jahr 1913 wurde später geschlossen. Nach 1980 wurde das zweite Streckengleis zwischen Wittenberge und Schwerin wieder aufgebaut.
1986/87 wurden der Abschnitt zwischen Magdeburg und Schwerin und somit auch der Bahnhof Ludwigslust elektrifiziert. Nach der politischen Wende erfolgte bis 1996/1997 ein Ausbau der Strecke zwischen Berlin und Hamburg, seit 1997 wird sie von ICE befahren. Während der Bauarbeiten wurden am 26. und 28. März 1996 Bomben aus dem Zweiten Weltkrieg gefunden. Der Bahnübergang nahe dem Bahnhof wurde im Zuge der Baumaßnahmen 1996 geschlossen, die Bahnsteige wurden erneuert. Im Frühjahr 1998 erfolgte die Stilllegung des Stellwerkes B1, es wurde im Juli 2006 abgerissen. Bis 2003 erfolgte die Steuerung des Zugverkehrs aus dem Elektronischen Stellwerk Hagenow Land, nachfolgend aus der Betriebszentrale Berlin-Pankow. In einer zweiten Ausbaustufe wurde die Bahnstrecke Berlin–Hamburg 2004 auf Geschwindigkeiten bis zu 230 km/h ausgebaut.
Mit Wirkung zum Mai 2000 wurde auf der Bahnstrecke nach Dömitz der Personenverkehr abbestellt, die Strecke schließlich 2001 stillgelegt und in den nachfolgenden Jahren abgebaut. Am 23. und 24. Mai 2009 erfolgte der Abriss des Stellwerks Lo.
Mitte 2025 wurde in Ludwigslust ein symbolischer Spatenstich für die am 1. August 2025 begonnene Generalsanierung der Bahnstrecke Berlin–Hamburg gefeiert.

### Ausblick
Im dritten Gutachterentwurf des Deutschlandtakts ist eine „zusätzliche Weichenverbindung im Nordkopf von Ludwigslust“ unterstellt. Dafür sind, zum Preisstand von 2015, Investitionen von drei Millionen Euro vorgesehen.

Bis voraussichtlich 2025 sollte der Bahnhof barrierefrei umgebaut werden und alle Bahnsteige durch Fahrstühle erreichbar sein. Dazu wird seit 2021 ein neuer Tunnel westlich des Bahnhofsgebäudes gebaut, welcher ebenfalls dem Straßenverkehr dient. Der bisherige Personentunnel wurde am 1. August 2025 geschlossen und soll in den kommenden Monaten zurückgebaut werden. Er wurde durch einen provisorischen Weg über die neue Unterführung ersetzt. Die Zugänge zu den Bahnsteigen und weitere Arbeiten auf den Bahnsteigen sollen bis Sommer 2026 abgeschlossen werden.
Im Rahmen der Generalsanierung Hamburg-Berlin 2025/2026 werden außerdem alle Bahnsteige erneuert und auf 416 m verlängert. Des Weiteren werden die Anzeigen und andere Ausstattungsgegenstände wie Sitzmöbel und Beleuchtung ausgetauscht und modernisiert.

## Personenverkehr
| Linie                    | Strecke                                                                                                   | Takt (min)             | EVU                          |
| ------------------------ | --- | ---------------------- | ---------------------------- |
| ICE 15                   | Hamburg-Altona – Ludwigslust – Berlin Hbf – Frankfurt (Main) Bhf – Saarbrücken Bhf                        | 1 Zugpaar              | DB Fernverkehr               |
| ICE 28                   | Hamburg-Altona – Ludwigslust – Berlin Hbf – Berlin Südkreuz (– München Hbf)                               | Einzelne Züge          | DB Fernverkehr               |
| ICE 27 IC 27             | Hamburg-Altona – Ludwigslust – Berlin Hbf – Elsterwerda – Dresden Hbf                                     | Einzelne Züge          | DB Fernverkehr               |
| EC 27                    | Hamburg-Altona – Ludwigslust – Berlin Hbf – Dresden Hbf – Prag (– Bratislava – Budapest)                  | 120                    | DB Fernverkehr & České dráhy |
| IC 57                    | Leipzig Hbf – Halle (Saale) Hbf – Magdeburg Hbf – Ludwigslust – Schwerin Hbf – Rostock Hbf (– Warnemünde) | 2 Zugpaare             | DB Fernverkehr               |
| RE 8                     | Wismar – Schwerin Hbf – Ludwigslust – Wittenberge – Berlin-Spandau – Berliner Stadtbahn – Flughafen BER   | 120                    | ODEG                         |
| RB 14                    | Hagenow Stadt – Ludwigslust – Parchim                                                                     | 60 (Mo–Fr) 120 (Sa–So) | ODEG                         |
| RB 17                    | Wismar – Schwerin Hbf – Ludwigslust                                                                       | 120                    | ODEG                         |
| RB 28                    | Rostock Hbf – Schwerin Hbf – Ludwigslust                                                                  | Ein Zugpaar (Mo–Fr)    | DB Regio Nordost             |
| Stand: 15. Dezember 2024 | |                        |                              |

Die Linien RE 8 und RB 17 überlagern sich zwischen Wismar und Ludwigslust zu einem annähernden Stundentakt.